# Planetella palustris
Planetella palustris är en tvåvingeart som först beskrevs av Ephraim Porter Felt 1907.  Planetella palustris ingår i släktet Planetella och familjen gallmyggor.
Artens utbredningsområde är New York. Inga underarter finns listade i Catalogue of Life.